# Henrik Wigström
Henrik Wigström (Ekenäs, 1862 – 1923) è stato un orafo finlandese.
Fu uno dei più importanti gioiellieri della Fabergé, insieme a Michael Perkhin fu responsabile della realizzazione di quasi tutte le uova di Pasqua imperiali, le famose "uova Fabergé", quelle prodotte da Henrik sono marchiate "HW".

## Biografia
Era apprendista di Petter Madsen, un apprezzato argentiere della sua terra natale che aveva familiarità con il commercio di gioielli a San Pietroburgo, dove aveva avuto anche un laboratorio; i numerosi contatti commerciali di Madsen con la Russia condussero Henrik a lavorare a San Pietroburgo.
Nel 1884, all'età di 22 anni, Wigström divenne assistente di Perkhin, il cui laboratorio lavorava già esclusivamente per Fabergé; alla morte di Perkhin nel 1903 gli succedette come capo orefice della Fabergé.
La sua arte è simile a quella di Perkhin, ma tende al Neoclassicismo, caratterizzata da echi Luigi XVI o Impero.
Wigstrom era particolarmente abile nel disegnare portasigarette, cornici e figurine, che furono realizzate in gran numero durante gli anni più produttivi della società;
quasi tutti gli animali, personaggi e fiori in pietre dure della Fabergé di questo periodo sono state realizzate sotto la sua supervisione.
Il numero di artigiani nel laboratorio di Wigström diminuì drasticamente con lo scoppio della prima guerra mondiale.
Nel 1918, la rivoluzione costrinse la Fabergé alla completa chiusura.
Cinquantaseienne, Wigström si ritirò, quasi a mani vuote, nella sua casa in territorio finlandese, ove morì nel 1923.